# Juego cooperativo
Un juego cooperativo es un juego en el cual dos o más jugadores no compiten entre sí, sino que colaboran para conseguir la victoria.

## Definición matemática
Formalmente, la manera más común de representar juegos cooperativos es a través de funciones características. Un juego cooperativo {\displaystyle G} está dado por un par {\displaystyle \Gamma =(N,\nu )}, donde {\displaystyle N=\{1,\ldots ,n\}} es un conjunto finito no vacío de agentes o jugadores (denominada la «gran coalición»), y {\displaystyle \nu :2^{N}\to \mathbb {R} } es una función característica, que asigna a cada «coalición» {\displaystyle C\subseteq N} es una coalición un valor real {\displaystyle \nu (C)}, que representa la cantidad de recompensa colectiva que puede obtener ese conjunto de jugadores si se agrupan en una coalición. Normalmente se asume que {\displaystyle v(\emptyset )=0}.
Cuando un juego cooperativo está representado de esta forma, también se le conoce como juego de función característica.